# Receveur de passes
Un receveur de passes est, au football américain et au football canadien, un terme générique désignant les joueurs de l'équipe offensive dont le rôle principal est de capter des passes avant. Le terme recouvre principalement les positions de receveur éloigné (wide receiver) et de demi inséré (slotback ou tight end). Par contre les demis offensifs (running backs) ne sont pas inclus même s'ils reçoivent parfois des passes, surtout pour des courts gains, car leur rôle principal est de faire avancer le ballon par la course.
Au football américain il y a le plus souvent trois receveurs de passes dans la formation, tandis qu'au football canadien on en compte un de plus, parce qu'il y a douze joueurs sur le terrain plutôt que onze. De plus, les formations au football canadien remplacent parfois le centre arrière par un cinquième receveur de passes.